# Petr Cincibuch
Petr Cincibuch (* 28. června 1943, Praha) je český básník a prozaik.

## Život
Cincibuch maturoval roku 1960 na jedenáctileté střední škole v Praze ve Vršovicích a poté absolvoval (1962) dvouleté odborné učiliště spojů. Po skončení vojenské služby pracoval od roku 1964 jako spojový technik Městské telekomunikační správy v Praze, zároveň spolupracoval s literárním a uměleckým časopisem Divoké víno a od roku 1969 byl jeho odpovědným redaktorem (časopis nebyl nikdy oficiálně povolen a jeho vydávání ukončil administrativní a policejní zásah počátkem roku 1972). Poté Cincibuch prošel celou řadou zaměstnání, byl například řidičem sanitky, topičem nebo kaskadérem Autorodea. Pracoval také jako vedoucí tiskový referent Filmovém studiu Barrandov, dále jako redaktor v nakladatelství Avicenum, v Literárním měsíčníku a v Literární revui. V letech 1991–1992 byl šéfredaktorem časopisu A–Almanach autorů, v letech 1995–1998 časopisu Dotyk a od roku 2000 do 2008 byl šéfredaktorem časopisu Sanquis. Od roku 2008 se stal majitelem a šéfredaktorem časopisu Medicína a Umění. Časopis vychází i v roce 2024. Jeho velkou zálibou je automobilismus a především historické automobily.

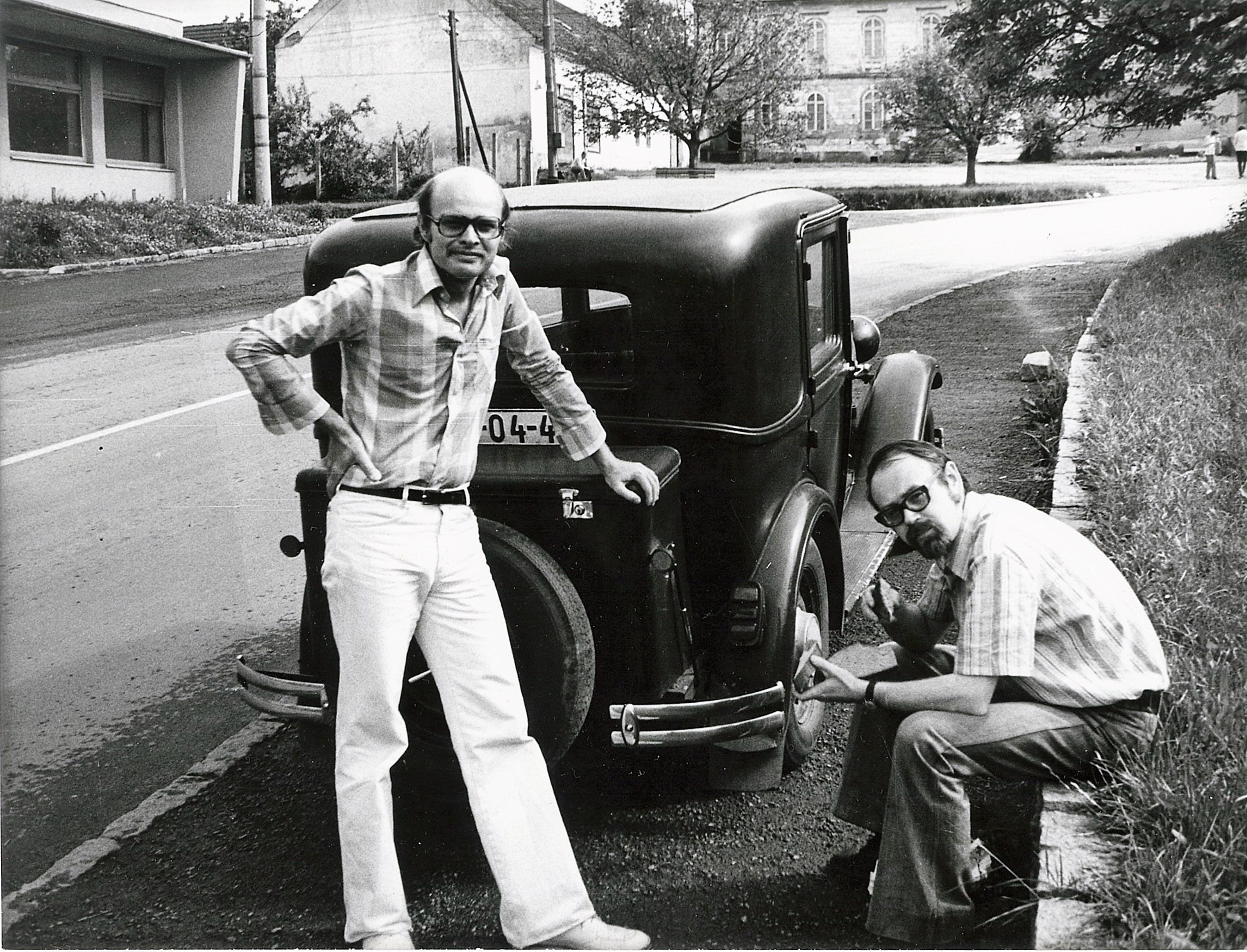
Petr Cincibuch (vpravo) a Jaromír Pelc cestou na hvězdicový slet automobilových veteránů v Brně 1983

Jako básník Cincibuch debutoval v roce 1964 v časopise Divoké víno a publikoval i v dalších časopisech a novinách. Svou první básnickou sbírku vydal v roce 1969. Zpočátku vystupoval jako autor milostné a přírodní lyriky, později se vřadil do proudu civilizační poezie. Je jednak autorem veršů vyjadřujících společenskou odpovědnost, jednak básní okouzlených automobilovým sportem, který zná z vlastní zkušenosti.

## Dílo

### Básně
- Panenství (1969),
- Přísahám (1974),
- Veteran rally (1976),
- Dlážděná zahrada (1979),
- Dům s tvým jménem, lásko (1980),
- Slovo válka (1982), společně s Jaromírem Pelcem a Karlem Sýsem.
- Nejkrásnější bývá šílená (1983),
- Medový kámen (1983), výbor z milostných veršů,
- Město: Fotografie – Poezie, společně s Jaromírem Pelcem a Josefem Šimonem, fotografie Vladimír Birgus, Miroslav Hucek a Pavel Jasanský.
- Znamení vlastního stínu (1987),
- Rybí oko (1988),
- Nerezový výtah (1988),
- Žádné smutky (1989), výbor z poezie, uspořádal Jaromír Pelc,
- Vůně fosforu Mnichov (1990), edice Poezie mimo domov, milostné verše z let 1968–1988, kniha obsahuje i doposud nepublikované básně.

### Ostatní
- Automobilové povídky (1992), kniha povídek, kterou Cincibuch uspořádal a která z větší části obsahuje jeho práce (z dalších autorů je zde zastoupen Karel Čapek, Bohumil Hrabal a Jan Werich).
- Auto moto velo láska (1993), povídky,
- S písmenem Z na chladiči (1999), společně s Janem Popelkou, informační publikace,
- Eliška Junková (2005), biografie, kterou Cincibuch uspořádal a do které též přispěl.
- FOIBOS: dvacet let energie pro české umění (2010), fotografická publikace.